# Kenneth Kruse Hansen
Kenneth Kruse Hansen (født 19. oktober 1987 i Herlev) er en dansk professionel speedwaykører, der i 2011 kører for Slangerup Speedway Klub i den danske superliga, for Randers Lions i den danske 1. division og for MS Stralslund i den tyske bundesliga.
Kenneth Kruse Hansen blev i 2003 verdensmester i 80cc og var i 2009 1. reserve ved det danske Speedway Grand Prix på Vojens Speedway Center.